# Who Is She 2 U
Who Is She 2 U (zu Deutsch: Wer Ist Sie Für Dich) ist Lied der US-amerikanischen R&B-Sängerin Brandy. Geschrieben und produziert wurde der im Oktober 2004 als zweite Auskopplung aus Brandys viertem Studioalbum Afrodisiac in den Vereinigten Staaten veröffentlichte Track, von Timothy "Timbaland" Mosley. Brandy selbst beschrieb das 2003 aufgenommene Mid-Tempo-Lied als semi-autobiografisch.

## Veröffentlichung
Erstmals wurde der Mid-Tempo-Song in den Vereinigten Staaten am 27. Juli 2004, als zweite Single des Albums Afrodisiac veröffentlicht. Hinzu kam eine Mixtape-Version mit neueingesungenen Versen von Usher. Außerdem wurde für die Hip-Hop-Radio-Stationen ein weiterer Remix mit Rapper Fabolous zusammengestellt. In den Diskotheken der Vereinigten Staaten, wurden diverse Dance-Remixe gespielt.
Mit dem Release Brandys erster Compilation The Best of Brandy wurde am 27. März 2005 Who Is She 2 U teilweise auch in Europa und Ozeanien veröffentlicht, um die Greatest Hits-CD zu promoten. Da Brandy sich Anfang 2005 von ihrem Label Atlantic Records trennte, sah sich die Firma gezwungen einen „alten“ Track wie "Who Is She 2 U" anstatt eines neuen Songs als Lead-Single für die Best-Of-CD verwenden. Deswegen gab es auch keinerlei Promo-Auftritte des Liedes zum Release im März 2005.

## Charts und Chartplatzierungen
Die Single ist mit Platz 85 der schwächste Charterfolg der Sängerin in den US-amerikanischen Billboard Hot 100. Am 28. August 2004 stieg der Titel auf Platz 85 als das fünft-höchster Neueinsteiger der Woche ein. Die Single blieb weitere drei Wochen in den Top 100 der Charts. Der Song ist somit Brandys erfolgloseste Single, die es jemals in die US-amerikanischen Top-100 schaffte. Auf dem Pendant im R&B/Hip-Hop-Genre erreichte der Titel Platz 43. Genau wie die vorangegangene US-Single "Talk About Our Love" war der Song ebenso ein Top-Zwanzig-Hit in Billboards Hot R&B/Hip Hop Singles-Verkäufe-Rangliste und die Nummer 31 in den Hot 100 Singles-Verkäufe-Charts. Somit scheiterte der Song nicht an den Verkaufszahlen, sondern an mangelnden Airplay (Position 50 der Hot R&B/Hip-Hop Songs, sowie kein Einstieg in den Hot 100-Airplay-Charts). Denn die amerikanischen Hot 100, also auch R&B/Hip-Hop-Charts bildeten sich zur Zeit der Veröffentlichung des Songs aus je physischen Verkäufen und Airplay im Radio. Die Tanzremixe des Titels erreichten Platz zwei der Billboard-Dance-Charts. Außerhalb Nordamerikas erreichte die Single die Nummer 50 auf den offiziellen Single-Charts des Vereinigten Königreichs und die Nummer 99 auf der australischen ARIA-Single-Karte, beide Positionen waren ebenfalls für Brandy die bisher niedrigsten Singles-Chartpositionen ihrer Karriere.
| ChartsChartplatzierungen       | Höchstplatzierung | Wochen |
| ------------------------------ | ----------------- | ------ |
| Vereinigtes Königreich (OCC)   | 50 (3 Wo.)        | 3      |
| Vereinigte Staaten (Billboard) | 85 (4 Wo.)        | 4      |